# Sakervalk
Een sakervalk (Falco cherrug) is een grote en zwaargebouwde valk die een zomergast is in de steppe van Oost-Europa.

## Kenmerken
De sakervalk is bruin bovenaan, gekenmerkt door een contrasterend licht hoofd en een zeer fijne baardstreep. De onderdelen zijn wit met donkere strepen. In de vlucht contrasteren de lichte handpennen met de sterk gebandeerde ondervleugeldekveren. De vleugels zijn veel breder dan die van de lannervalk, vooral aan de basis.
Deze vogel wordt 46-56 centimeter groot en hij weegt ongeveer 730-1300 gram. De lengte van één vleugel bedraagt ongeveer 347-412 millimeter. De lengte van de snavel bedraagt 20-26 millimeter.
De vogel laat zich horen door middel van een herhaalde kie-kie-kie of bij bedreiging een oplopende en herhalend whieeeee.

## Leefwijze
Zijn voedsel bestaat uit kleine zoogdieren (voornamelijk grondeekhoorns en muizen) en kleine reptielen.

## Voortplanting
Vier roodgevlekte, crèmekleurige eieren in een richel van een klif of in een oud nest van een andere soort gelegd, of boven op een hoogspanningspaal. Ze worden door beide geslachten 28 dagen bebroed en de donzige, hulpeloze jongen vliegen na 40-45 dagen.

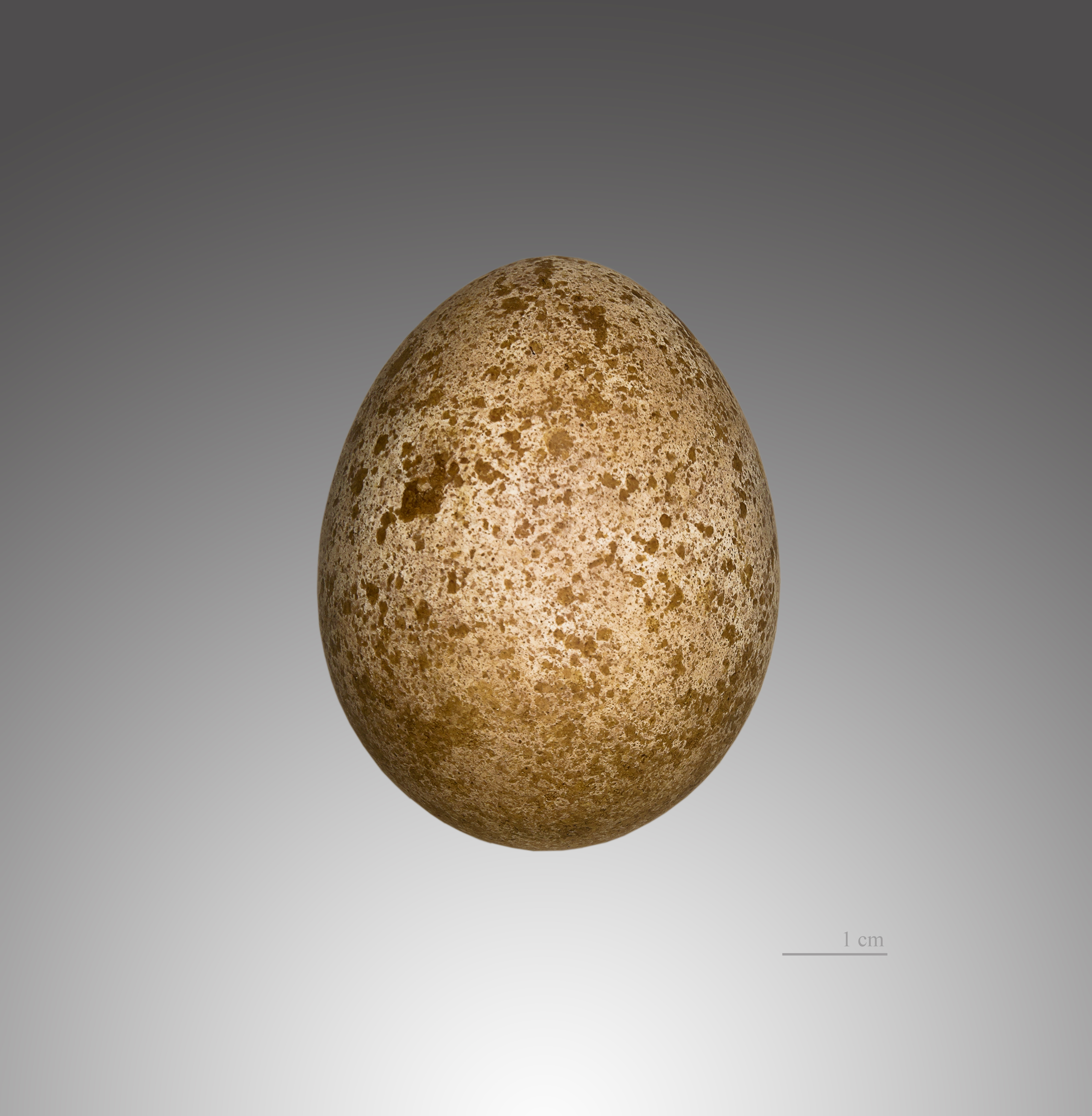
Ei van de sakervalk

## Verspreiding en leefgebied
De sakervalk broedt van Oost-Europa tot Zuid-Siberië en Noord-China. Overwintert vooral ten zuiden van de broedgebieden en in het Sahelgebied van Oost-Afrika. In Europa in Slowakije en in het riviersysteem van de Donau, waar hij voornamelijk een standvogel is.De meeste Europese vogels trekken niet zo ver. Sommige Siberische vogels trekken naar Soedan en Ethiopië. Hij leeft in extensief begraasde grassteppe in heuvelland en hoogvlakten.
De soort telt 4 ondersoorten:
- F. c. cherrug: van centraal Europa tot het zuidelijke deel van Centraal-Siberië en noordelijk Kazachstan.
- F. c. coatsi: van centraal Azië tot zuidelijk Siberië en noordelijk China.
- F. c. hendersoni: westelijk en zuidelijk Kazachstan en Oezbekistan.
- F. c. milvipes: van de Himalaya tot Tibet.

## Status
De sakervalk heeft een groot verspreidingsgebied en daardoor al is de kans op uitsterven beperkt. Echter, de grootte van de populatie wordt geschat op slechts 6.400-15.400 paren. Dit aantal gaat achteruit. In Europa verdwijnt het leefgebied, want steppegebieden worden ofwel omgezet in intensief agrarisch gebruikt land, of niet meer begraasd en veranderen in bos. In Midden-Azië is de vangst van valken voor de valkerij een bedreiging. Grote aantallen worden gevangen en geëxporteerd naar Saoedi Arabië en de Golfstaten waar een commercieel zeer aantrekkelijke markt bestaat voor deze valken. Volgens schattingen gaat het om 6.825-8.400 vogels per jaar. Om deze redenen staat de sakervalk als bedreigd op de Rode Lijst van de IUCN. In 2008 werd in Mongolië voor een levende sakervalk als exportproduct 10.000 US dollar betaald.